# Югоностальгия

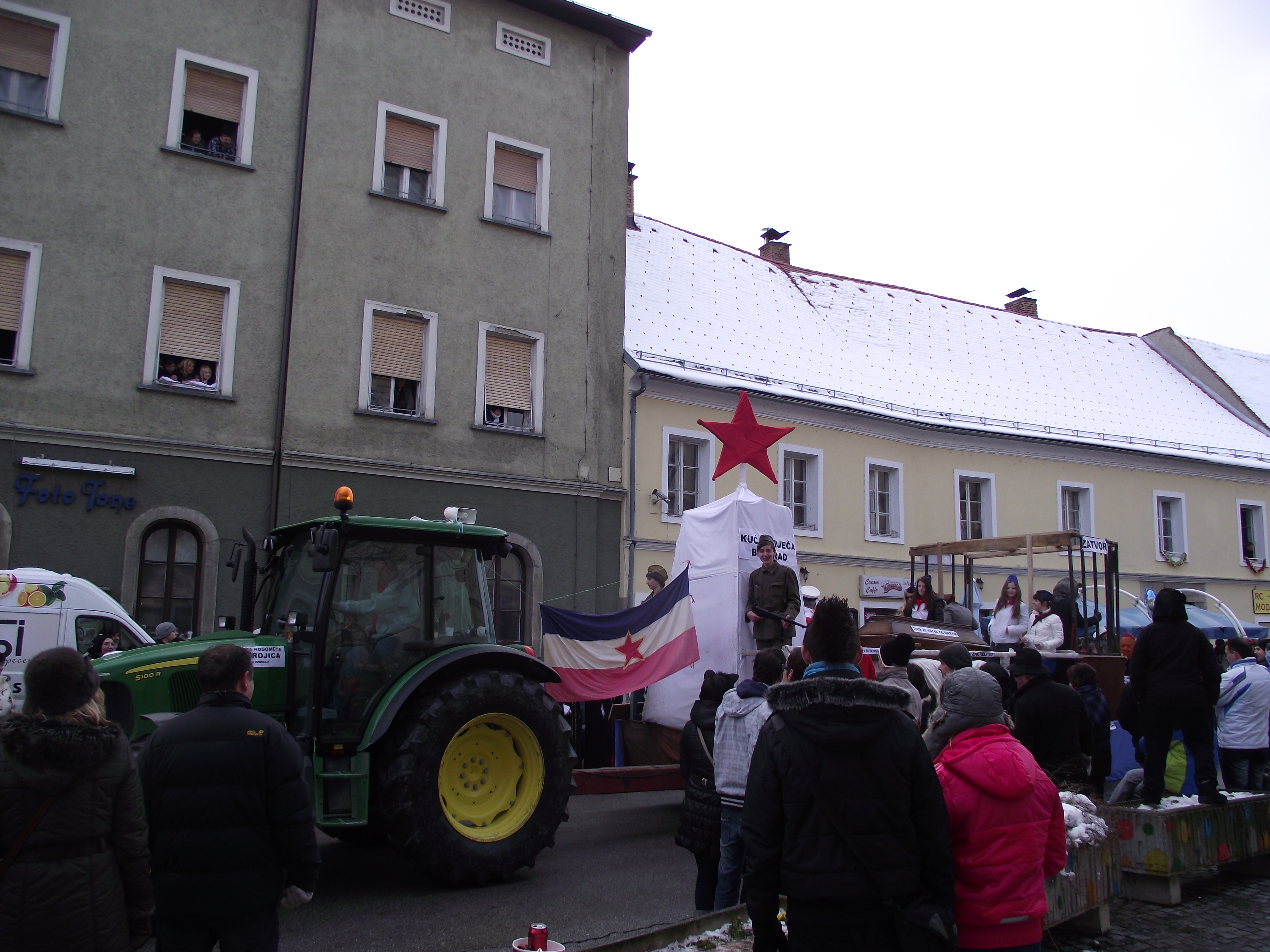
Югославский флаг во время карнавала в городе Птуй, Словения, в 2013 году

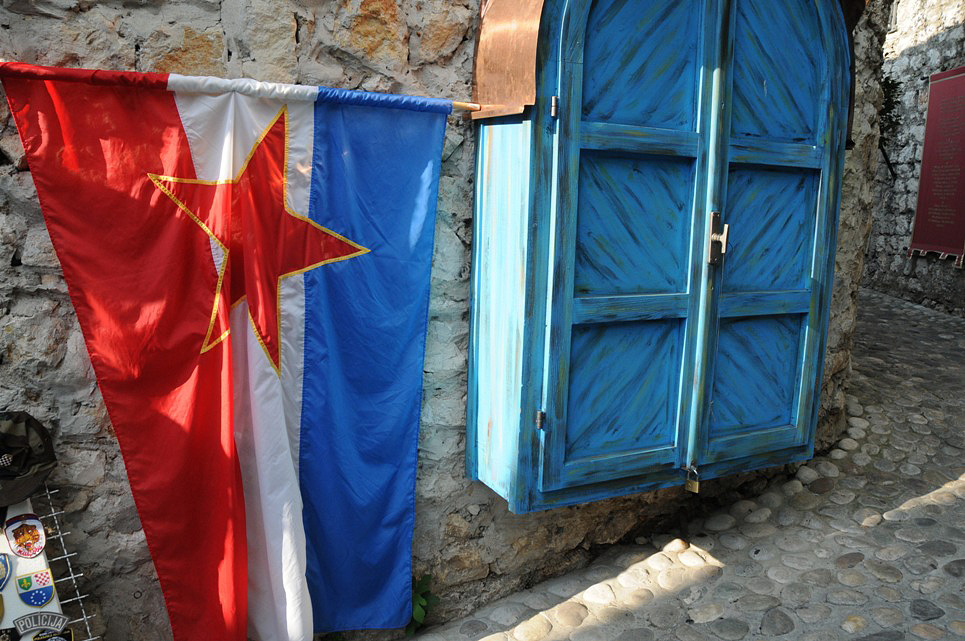
Югославский флаг на улице в Мостаре, Босния и Герцеговина, в 2009 году

Юго-ностальгия (словен., македон., сербохорват.: jugonostalgija, југоносталгија) — политическое и культурное явление, встречающееся среди населения бывшей Югославии, в современной Боснии и Герцеговине, Хорватии, Черногории, Северной Македонии, Сербии, Косово и Словении. Это относится к эмоциональной тоске по прошлому времени, когда расколотые государства были частью одной страны, скорби по поводу войны, которая разорвала её на части, и желанию снова объединиться. Самопровозглашённые «юго-ностальгики» могут выражать свою скорбь по поводу того, что братская любовь, единство и сосуществование потерпели неудачу, в то время как разделение и национализм победили, или же утверждать, что качество их жизни было лучше при Югославии.
Хотя его антропологические и социологические аспекты не были тщательно изучены, он также может использоваться негативно и этноцентрично, чтобы очернить кого-либо, обычно того же этнического происхождения, который выражает сочувствие или поддержку любому аспекту Югославии против преобладающего националистического духа времени.
Нынешние культурные и экономические проявления юго-ностальгии включают музыкальные группы с югославской или титовской ретро-иконографией, произведения искусства, фильмы, театральные представления и множество организованных тематических туров по главным городам бывших югославских республик. Понятие юго-ностальгии не следует путать с югославизмом, который является идеологией единства южнославянских народов. Эти понятия частично совпадают, но юго-ностальгия прославляет период до 1991 года, тогда как югославизм и воссоединение Югославии (как ветвь панславизма) — это постоянное мышление, которое с такой же вероятностью понравится людям, родившимся после распада Югославии, которые считают, что объединение может наилучшим образом послужить их национальным интересам.
Согласно опросу Gallup от 2017 года, 81 % сербов считают, что распад Югославии нанёс ущерб их стране, в то время как 77 % боснийцев и герцеговинцев, 65 % черногорцев и 61 % македонцев согласны с этим. Только 4 % сербов считают, что распад Югославии был выгоден для их страны, в то время как только 6 % боснийцев и 15 % черногорцев положительно относятся к расколу. В Хорватии 55 % респондентов сочли расставание полезным и только 23 % — вредным. В Словении 41 % считают расставание полезным, в то время как 45 % считают, что оно было вредным. Наибольшее число респондентов, приветствовавших распад Югославии, было в Косово, которое провозгласило независимость в 2008 году, где 75 % сказали, что раскол был выгоден, и только 10 % сожалели об этом.

## Позитивный смысл
В своём позитивном смысле юго-ностальгия относится к ностальгической эмоциональной привязанности как к субъективным, так и к объективно желательным аспектам СФРЮ. К ним относятся: экономическая безопасность, чувство солидарности, социалистическая идеология, мультикультурализм, интернационализм и неприсоединение, история, обычаи и традиции, а также более полезный образ жизни. Как утверждает Халлиган, такая ностальгия эффективно «восстанавливает» культурные артефакты до 1989 года, даже пропагандистские фильмы. Однако эти положительные аспекты противоречат предполагаемым недостаткам стран-преемниц, многие из которых всё ещё страдают от последствий югославских войн и находятся на различных стадиях экономического и политического перехода. Недостатки по-разному определяются как местничество, ура-патриотизм, коррупция в политике и бизнесе, исчезновение системы социальной защиты, экономические трудности, неравенство в доходах, более высокий уровень преступности, а также общий беспорядок в административных и других государственных учреждениях.

## Негативный смысл
В негативном смысле этот эпитет использовался сторонниками новых режимов после распада, чтобы изобразить своих критиков как анахроничных, нереалистичных, непатриотичных и потенциальных предателей. В частности, во время и после югославских войн это прилагательное использовалось государственными чиновниками и средствами массовой информации некоторых стран-преемниц, чтобы отвести критику и дискредитировать определённые направления политических дебатов. На самом деле, вполне вероятно, что термин юго-ностальгический изначально был придуман именно с этой целью, появившись как политически мотивированный уничижительный ярлык в контролируемых правительством СМИ, например, в Хорватии, вскоре после распада СФРЮ.
По словам Дубравки Угрешич, термин юго-ностальгический используется для дискредитации человека как врага общества и «предателя».

## Югославизм после Югославии
После первоначального распада Югославии Сербия и Черногория продолжали существовать в южнославянском союзе как Союзная Республика Югославия с апреля 1992 по февраль 2003 года, затем переименовали страну в отдельные названия союзных республик — Сербия и Черногория. Число самопровозглашенных «югославов» (в этническом смысле) в регионе достигло рекордно низкого уровня после распада Югославии. Основной язык бывшей страны, сербохорватский, больше не является официальным языком ни в одной из республик, входящих в состав бывшего государства. Об этом языке опубликовано мало работ, и у него больше нет органа по стандартизации. Интернет-доменное имя .yu, которое было популярно среди юго-ностальгических сайтов, было прекращено в 2010 году.
Юго-ностальгия возвращается в бывших югославских государствах. В Воеводине (северная провинция Сербии) один человек основал Юголенд, место, посвященное Тито и Югославии. Граждане бывшей Югославии проделали большой путь, чтобы отпраздновать жизнь Тито и страны Югославии.
В Загребе был создан «Альянс Югославов» — организация, целью является объединение югославов Хорватии, независимо от религии, пола, политических или других взглядов. Его главная цель — официальное признание югославской нации в каждом государстве-преемнике Югославии: Боснии и Герцеговине, Хорватии, Косово, Северной Македонии, Черногории, Сербии и Словении.
Другой организацией, выступающей за югославизм, является ассоциация «Наша Югославия», основанная 30 июля 2009 года, расположенная в Пуле, которая является официально зарегистрированной организацией в Хорватии. Большинство членов ассоциации проживают в городах Риека, Загреб и Пула. Его основной целью является стабилизация отношений между югославскими государствами-преемниками. Она также активна в Боснии и Герцеговине, однако её официальная регистрация в качестве ассоциации была отклонена боснийскими государственными властями.
Вероятно, самой известной югославистской организацией в Черногории является «Генеральное консульство СФРЮ» со штаб-квартирой в прибрежном городе Тиват. Перед переписью населения 2011 года Марко Перкович, президент этой организации, призвал югославов Черногории свободно заявить о своей югославской принадлежности к предстоящей переписи.

## Воссоединение Югославии
Воссоединение Югославии относится к идее воссоединения некоторых или всех бывших республик. Несмотря на массовый призыв по всей бывшей территории, его сторонники смирились с мыслью, что такое государство вряд ли осуществится, поскольку режимы-преемники твердо закрепили свою приверженность независимому существованию, создав свои институты и выбрав соответствующие направления.